# Şennur Demir
Şennur Demir (ur. 10 sierpnia 1982 r. w Bartınie) – turecka bokserka, srebrna i brązowa medalistka mistrzostw świata, dwukrotna brązowa medalistka mistrzostw Europy. Występuje w kategorii powyżej 81 kg.

## Kariera
Przygodę z boksem zaczęła w 2008 roku.
W maju 2016 roku na mistrzostwach świata w Astanie zdobyła brązowy medal w kategorii powyżej 81 kg. W półfinale przegrała z Amerykanką Shadasią Green. W listopadzie tego samego roku podczas mistrzostw Europy w Sofii przegrała w półfinale z Sylwią Kusiak 1:2, zdobywając brązowy medal.
Dwa lata później na mistrzostwach Europy w Sofii ponownie zdobyła brązowy medal. Tym razem przegrała w półfinale z późniejszą mistrzynią Włoszką Flavią Severin. W listopadzie podczas mistrzostw świata w Nowym Delhi zdobyła srebrny medal. Po zwycięstwie w ćwierćfinale z Flavią Severin i w półfinale z Rosjanką Kristiną Tkaczową przegrała w finale z Chinką Yang Xiaoli 0:5.